# Gaobei, Fujian
Gaobei (kinesiska: 高陂) är en köping i sydöstra Kina. Den ligger i stadsdistriktet Yongding i staden Longyan i provinsen Fujian, omkring 270 kilometer sydväst om provinshuvudstaden Fuzhou. Antalet invånare är 41 399. Befolkningen består av 19 400 kvinnor och 21 999 män. Barn under 15 år utgör 15,0 %, vuxna 15-64 år 76 %, och äldre över 65 år 7,0 %.